# East Horndon
East Horndon of East Thorndon is een plaats in het Engelse graafschap Essex. Het maakt deel uit van de civil parish West Horndon. De Allerheiligenkerk in het dorp heeft delen uit de 15e, 16e en 17e eeuw. Het gebouw staat op de Britse monumentenlijst.